# یوکی نوگامی
یوکی نوگامی (ژاپنی: 野上 結貴؛ زادهٔ ۲۰ آوریل ۱۹۹۱) یک بازیکن فوتبال اهل ژاپن است.
از باشگاه‌هایی که در آن بازی کرده‌است می‌توان به باشگاه فوتبال یوکوهاما اشاره کرد.